# Siège de Fort-Dauphin
Révolution haïtienne
Batailles
Insurrections (1791-1793)
- Bois-Caïman
- Croix-des-Bouquets
- Morne Pelé
- 1re La Tannerie
- Port-au-Prince
- Le Cap-français

Interventions espagnoles et britanniques (1793-1798)
- 2e La Tannerie
- Marmelade
- Saint-Michel-de-l'Attalaye
- Ennery
- 3e La Tannerie
- Fort-Dauphin
- 1re Tiburon
- L'Acul
- La Bombarde
- 2e Tiburon
- Les Gonaïves
- Port-Républicain
- 1re Dondon
- Massacre de Fort-Dauphin
- Saint-Marc
- Léogane
- Saint-Raphaël
- Trutier
- 3e Tiburon
- 1re Verrettes
- Grande-Rivière
- Mirebalais
- Las Cahobas
- 2e Verrettes
- Petite-Rivière
- 2e Dondon
- 1re Les Irois
- Jean-Rabel
- 2e Les Irois

Guerre des couteaux (1799-1800)
- Jacmel

Expédition de Saint-Domingue (1802-1803)
- La Ravine-à-Couleuvres
- Kellola
- Plaisance
- La Crête à Pierrot
- Noyades du Cap-Français
- Port-au-Prince
- Vertières
- Massacres de 1804 en Haïti

Le siège de Fort-Dauphin se déroule le 28 janvier 1794, pendant la révolution haïtienne. Il s'achève par la victoire des Espagnols qui s'emparent de la ville de Fort-Dauphin.

## Déroulement

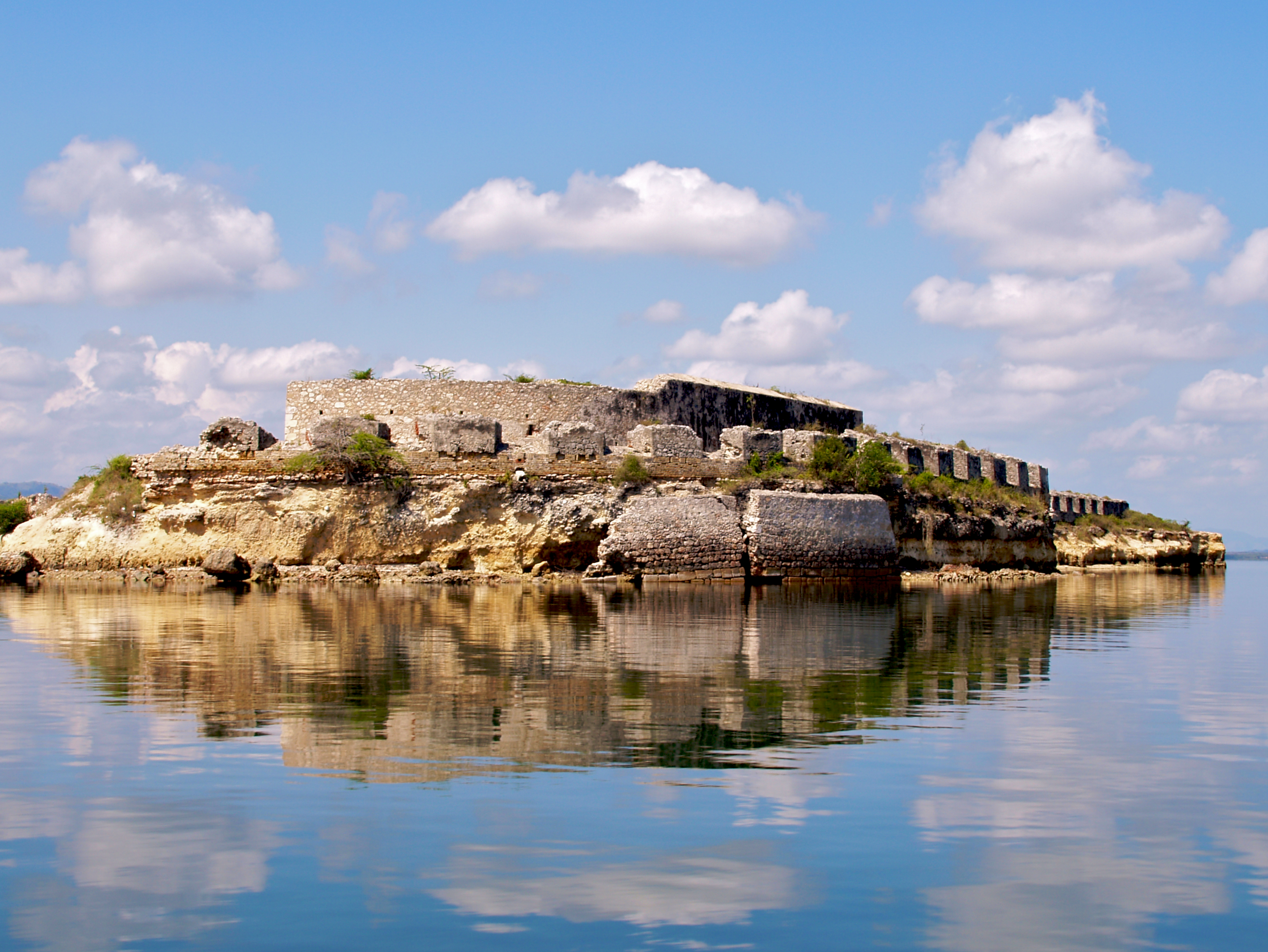
Vue du fort Saint-Joseph de Fort-Dauphin en 2009.

En janvier 1794, une flottille espagnole de trois navires de ligne et d'une frégate attaque la ville de Fort-Dauphin. Environ 400 soldats sont débarqués et la ville se retrouve rapidement bloquée par terre et par mer. Un caboteur et contrebandier nommé Juan Delmonte parvient à retourner le commandant du fort la Bouque (en), un officier blanc nommé Vincent, ce qui permet au San Remond, un vaisseau espagnol de 64 canons commandé par Don Fransisco Montès, de pénétrer dans le port sans obstacle,. 
Le 28 janvier,, le commandant mulâtre Candy signe un traité de capitulation avec l'amiral espagnol Gabriel de Aristizábal (es),. La ville est ensuite occupée par les Espagnols du régiment de Porto Rico sous les ordres de Don Joaquim de Saso. Candy émet comme condition que les troupes noires de Jean-François ne soient pas autorisées à pénétrer dans la ville, mais cet article n'est pas respecté,. 

## Pertes

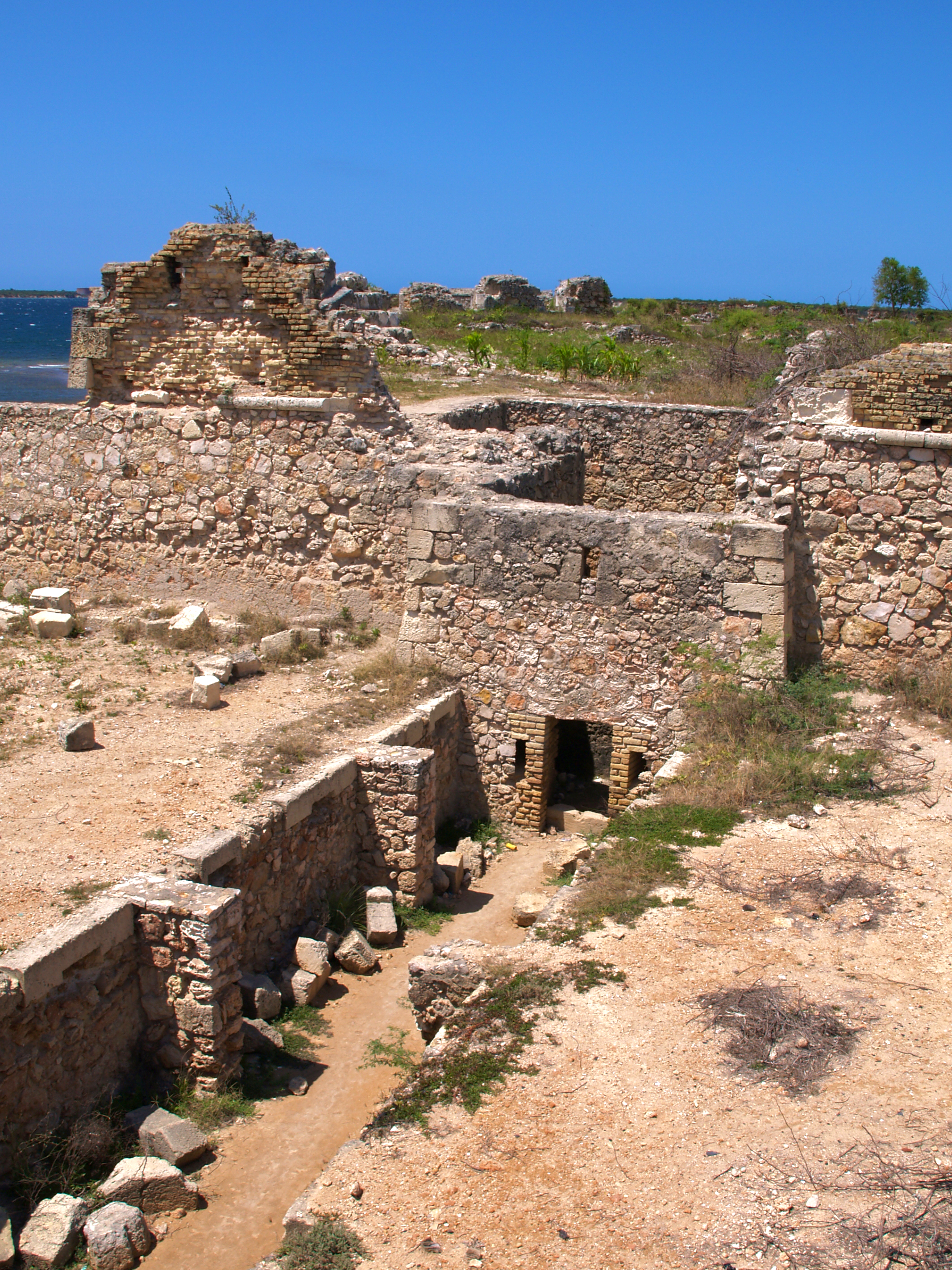
Vue de l'intérieur du fort Saint-Joseph de Fort-Dauphin en 2009.

Les Espagnols ne déplorent aucune perte et s'emparent de 41 canons. Du côté des républicains, 1 031 soldats sont faits prisonniers.

## Conséquences
Au Cap-Français, le gouverneur Bizefranc de Lavaux accuse Candy de trahison et d'actes de cruautés : « Cette place ne brûla pas une amorce. La capitulation est infâme. »,.
Après la capitulation, Candy est arrêté par les Espagnols. Selon Thomas Madiou, il est envoyé travailler dans des mines au Mexique. Pour Beaubrun Ardouin, il est emprisonné à Cuba. Son second, l'officier blanc Knappe, est quant à lui renvoyé en France. Candy s'échappe en 1797 et regagne Saint-Domingue, mais Sonthonax le fait arrêter et déporter en l'accusant de trahison à Fort-Dauphin et du massacre de 200 noirs au Trou.